# 黄沙岗镇
黄沙岗镇，是中华人民共和国江西省宜春市高安市下辖的一个乡镇级行政单位。

## 行政区划
黄沙岗镇下辖以下地区：
黄沙岗社区、铁团村、黄沙村、田垅村、长沙村、田溪村、枧溪村、狮子村、松林村、古塘村、挂榜村、横港村、湖田村和南山村。